# 1773 en science
| Années de la science : 1770 - 1771 - 1772 - 1773 - 1774 - 1775 - 1776    |
| Décennies de la science : 1740 - 1750 - 1760 - 1770 - 1780 - 1790 - 1800 |

Cet article présente les faits marquants de l'année 1773 en science.

## Événements

M51

### Astronomie
- 10 mai : l’astronome britannique William Herschel découvre l’astronomie en achetant le livre de James Ferguson L'Astronomie enseignée d'après les principes de Newton (1756) et l'optique avec celui de Robert Smith A Compleat System of Opticks (1738)[1].
- 13 octobre : l'astronome français Charles Messier découvre le couple de galaxies M51, en interaction[2].

### Explorations
- 17 janvier : le navigateur britannique James Cook et les équipages de la Resolution et de l'HMS Adventure (1771) sont les premiers hommes à franchir le Cercle Polaire Antarctique durant leur circumnavigation du continent polaire[3].

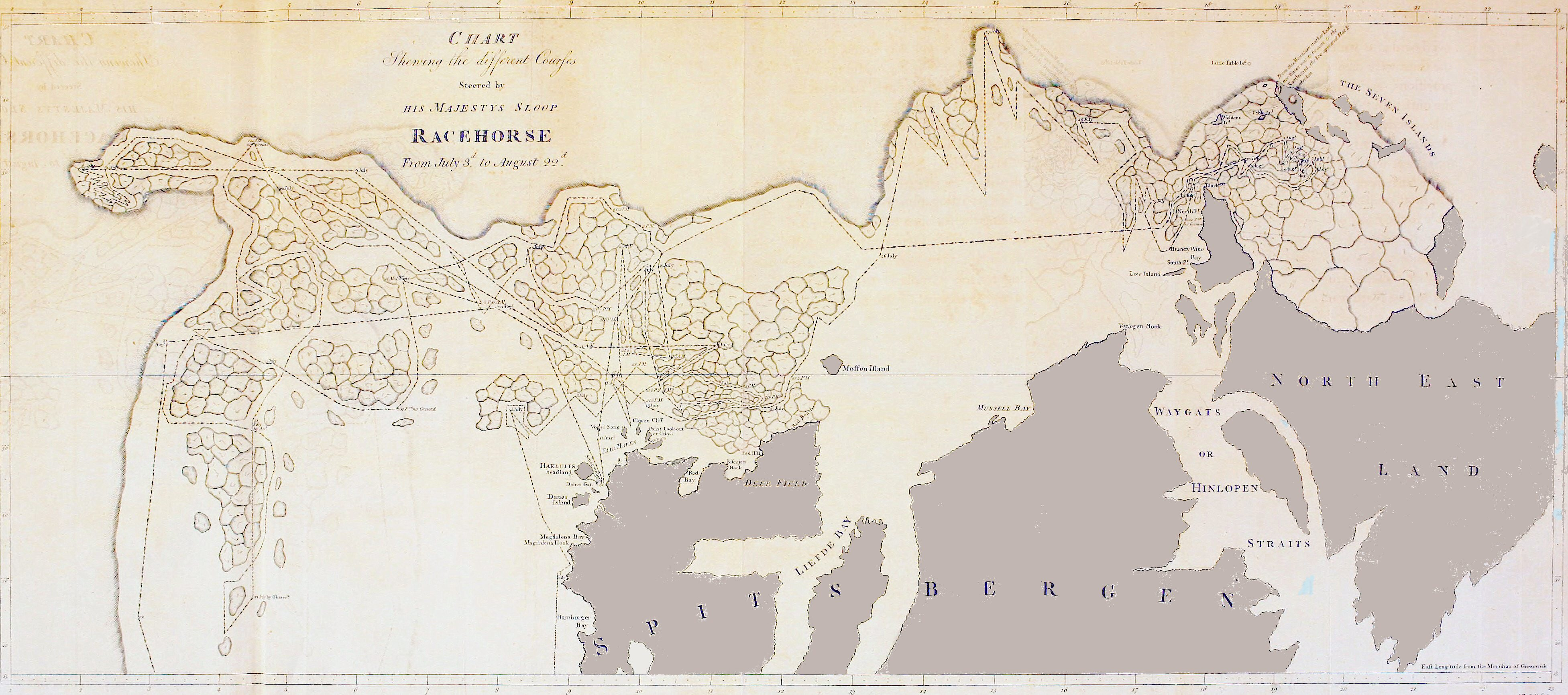
Carte du parcours de l'expédition Phipps publiée en 1774.

- 9 mars : Tobias Furneaux, commandant de l'Adventure, explore les côtes est et sud de la Tasmanie, alors terre de Van Diemen, et en dresse la première carte. Le 7 avril il arrive baie de la Reine Charlotte en Nouvelle-Zélande[4].
- 4 juin - 24 septembre : expédition Phipps vers le Pôle Nord. Elle atteint 80° 48' de latitude au nord des Spitzberg le 27 juillet[5],[6]. Elle donne les premières descriptions scientifiques de l'ours blanc et de la mouette blanche[7].
- 23 septembre : expédition de James Cook découvre l'île Hervey, (Manuae) dans l'archipel des îles Cook, sans y débarquer[8].
- 12 octobre : ouverture du premier asile d'aliénés d'Amérique du Nord à Williamsburg, en Virginie[9].
- Chargé de la première triangulation topographique du territoire russe, l'astronome Piotr Inokhodtsev découvre l'anomalie magnétique de Koursk[10],[11].

### Mécanique
- 10 mars et 2 avril[12] : Coulomb lit son mémoire Essai sur une application des règles des Maximis et des Minimis à quelques problèmes de statique relatifs à l'architecture à l'Académie de Paris. Il jette les bases de la résistance des matériaux[13].
- 1er avril : David Hartley fait breveter une méthode de construction ignifuge pour les bâtiments et les navires[14].
- Joseph-Louis Lagrange rédige un mémoire sur l'Attraction des ellipsoïdes. Il présente ses travaux Sur l'équation séculaire de la lune à l'Académie des sciences de Paris et obtient le Prix de l'Académie pour 1774[15]. Il introduit pour la première fois l'idée de potentiel[16].
- le constructeur d'instruments scientifiques britannique Jesse Ramsden conçoit une machine à diviser mécaniquement des cercles gradués qui révolutionne la précision dans l'instrumentation[17].

### Chimie
- Hilaire Rouelle découvre l'urée et lui donne le nom d'extrait savonneux de l'urine[18].
- Le chimiste suédois Carl Wilhelm Scheele isole l'oxygène par décomposition de divers oxydes et le baptise « air de feu »[19].

## Prix
- Médailles de la Royal Society
  - Médaille Copley : John Walsh

## Publications
- Antoine Baumé : Chymie expérimentale et raisonnée.
- Ferdinand Berthoud : Traité des horloges marines.
- James Burnett : On the origin and progress of language (De l’origine et des progrès du langage), vol. 1.
- Louis-Bernard Guyton-Morveau : Nouveau moyen de purifier absolument et en très-peu de temps une masse d’air infectée, Dijon. Il propose l'utilisation du « gaz acide muriatique » (chlorure d'hydrogène) pour la fumigation des bâtiments[20].
- Joseph-Louis Lagrange : Solutions analytiques de quelques problèmes sur les pyramides triangulaires. Nouveaux mémoires de l'académie royale des sciences et belles-lettres de Berlin, 1773. Il fait un usage très étendu des déterminants du troisième ordre et démontre que le carré d'un déterminant peut lui même s'exprimer sous forme de déterminant[21].
- Antoine-Laurent de Jussieu : Mémoire sur la famille des renonculacées.
- Antoine Augustin Parmentier : Examen chymique des pommes de terre.
- Hilaire-Marin Rouelle : Tableaux de l'analyse chimique, contenant l'analyse de trois règnes, Paris.

## Naissances

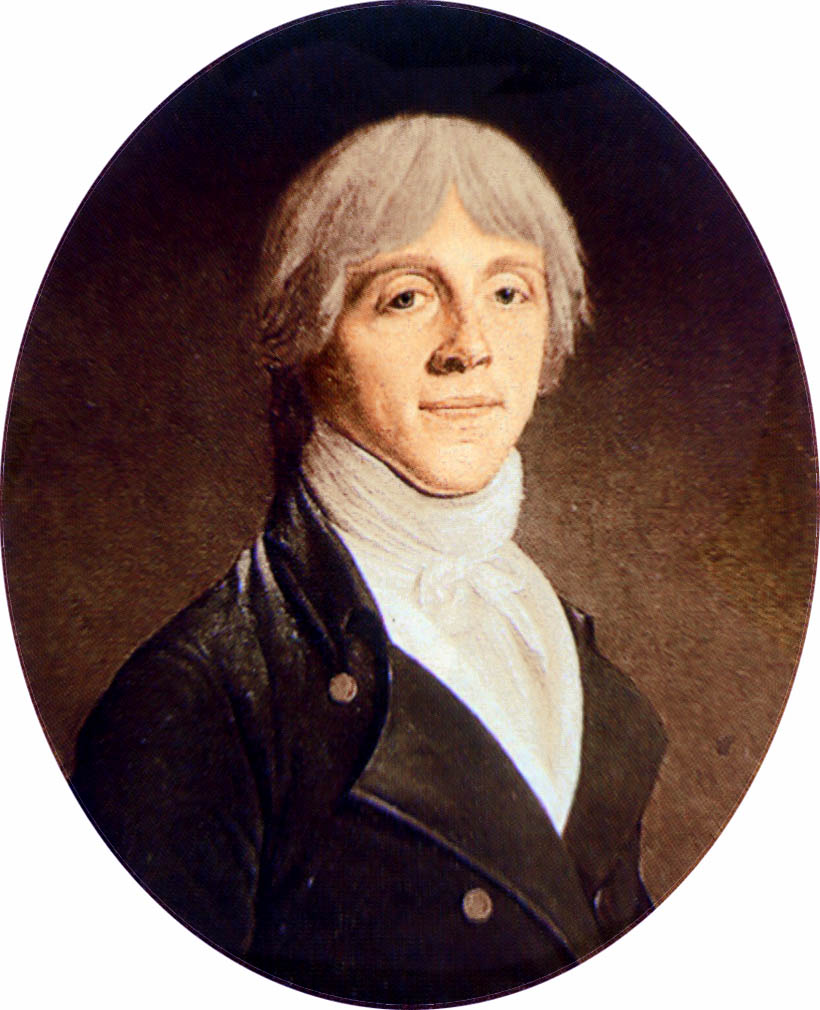
Benjamin Delessert

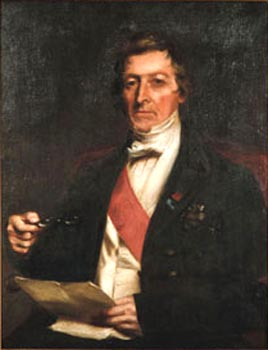
Thomas Brisbane

- 20 janvier : Jean-Vincent-Yves Degland (mort en 1841), médecin, biologiste et mathématicien français.
- 29 janvier : Friedrich Mohs (mort en 1839), minéralogiste allemand.
- 14 février : Benjamin Delessert (mort en 1847), homme d'affaires et naturaliste français.
- 24 février : Jean Boniface Textoris (mort en 1828), chirurgien français, médecin en chef de la Marine impériale.
- 26 mars : Nathaniel Bowditch (mort en 1838), mathématicien américain.
- 12 avril : Thomas Thomson (mort en 1852), chimiste britannique.
- 28 avril : Robert Woodhouse (mort en 1827), mathématicien britannique.
- 30 avril : Johann Karl Burckhardt (mort en 1825), astronome et mathématicien français d'origine allemande.
- 1er mai : Charles Girou de Buzareingues (mort en 1856), agronome et physiologiste[22].
- 3 mai : Giuseppe Acerbi (mort en 1846), explorateur, naturaliste, archéologue et diplomate italien.
- 12 mai : Thomas Horsfield (mort en 1859), médecin et naturaliste américain[23].
- 19 mai : Arthur Aikin (mort en 1854), chimiste et minéralogiste anglais.
- Mai : James Forbes (mort en 1861), jardinier et botaniste britannique.
- 3 juin : Caspar Georg Carl Reinwardt (mort en 1854), naturaliste néerlandais[24].
- 13 juin : Thomas Young (mort en 1829), physicien britannique.
- 28 juin : Frédéric Cuvier (mort en 1838), zoologiste et paléontologue français.
- 23 juillet : Thomas Brisbane (mort en 1860), astronome écossais.
- 16 août : Louis-Benjamin Francœur (mort en 1849), mathématicien français.
- 29 août : Aimé Bonpland (mort en 1858), botaniste français.
- 25 septembre : Agostino Bassi (mort en 1856), biologiste italien.
- 29 septembre : Antonio Cagnoli (mort en 1816), homme politique, astronome et mathématicien italien.
- 13 novembre : Jean Baptiste Leschenault de la Tour (mort en 1826), botaniste et ornithologue français.
- 21 novembre : Hippolyte-Victor Collet-Descotils (mort en 1815), chimiste et minéralogiste français.
- 30 novembre : Friedrich Carl Ludwig Sickler (mort en 1836), polymathe allemand.
- 21 décembre : Robert Brown (mort en 1858), botaniste écossais.
- 27 décembre : George Cayley (mort en 1857), physicien britannique, inventeur du planeur.

## Décès

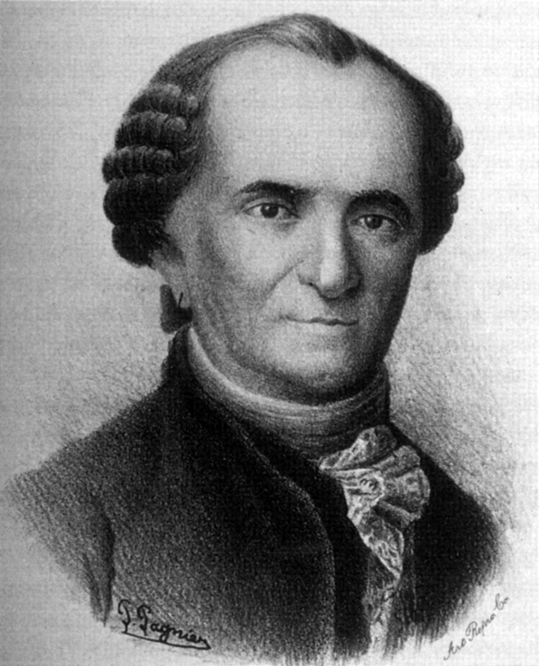
Philibert Commerson

- 14 février : Michel Massé de la Rudelière (né en 1703), avocat et mathématicien français.
- 13 mars : Philibert Commerson (né en 1727), explorateur et naturaliste français.
- 2 juin : Andreas Berlin (né en 1746), botaniste et explorateur suédois.
- 20 juin : Georg Christian Füchsel (né en 1722), géologue allemand.
- 16 juillet : Nils Rosén von Rosenstein (né en 1706), médecin, anatomiste et naturaliste suédois[25].
- 23 juillet : George Edwards (né en 1694), naturaliste britannique.
- 5 septembre : André Ferry (né en 1714), religieux minime, géomètre et mathématicien français.
- 21 octobre : Jacques Chapelle (né en 1721), chimiste, céramiste et faïencier français.